# Vermögensrechnung (VGR)
Die Vermögensrechnung als Teil der Volkswirtschaftlichen Gesamtrechnungen des Statistischen Bundesamtes stellt ausgewählte Daten zum Sachvermögen der Volkswirtschaft, insbesondere zum Anlagevermögen sowie zum Gebrauchsvermögen privater Haushalte dar, während das Geldvermögen von der Deutschen Bundesbank ermittelt wird. Des Weiteren werden sektorale und gesamtwirtschaftliche Vermögensbilanzen erstellt.